# Шато Вил Вјеј
Шато Вил Вјеј (фр. Château-Ville-Vieille) насеље је и општина у Француској у региону Прованса-Алпи-Азурна обала, у департману Горњи Алпи која припада префектури Бријансон.
По подацима из 2011. године у општини је живело 338 становника, а густина насељености је износила 5,05 становника/km². Општина се простире на површини од 66,9 km². Налази се на средњој надморској висини од 1360 метара (максималној 3.280 m, а минималној 1.229 m).

## Демографија
| 1962. | 1968. | 1975. | 1982. | 1990. | 1999. | 2011. |
| ----- | ----- | ----- | ----- | ----- | ----- | ----- |
| 295   | 304   | 283   | 268   | 271   | 321   | 338   |

График промене броја становника у току последњих година